# Renedo de Zalima

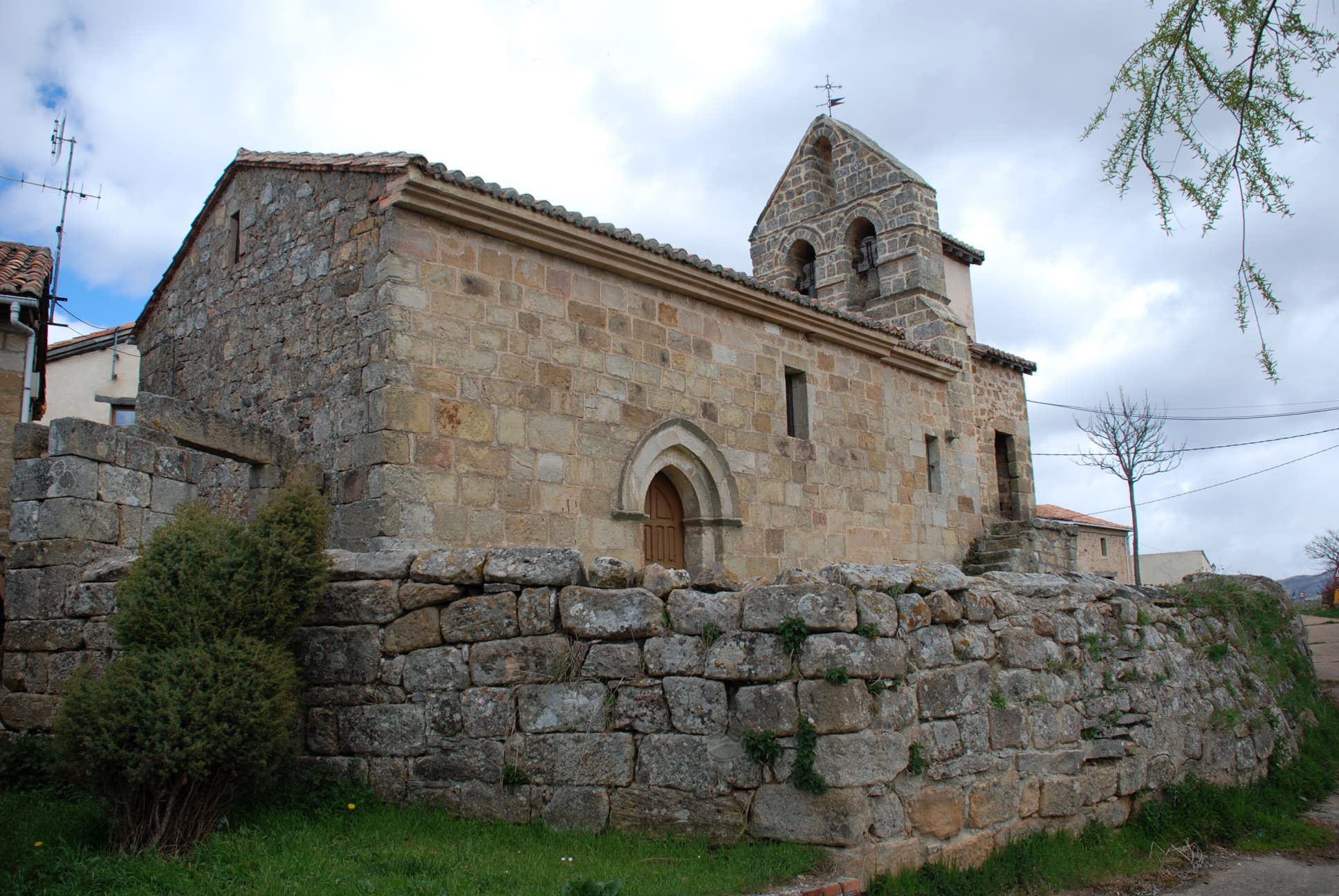
Iglesia de San Román.

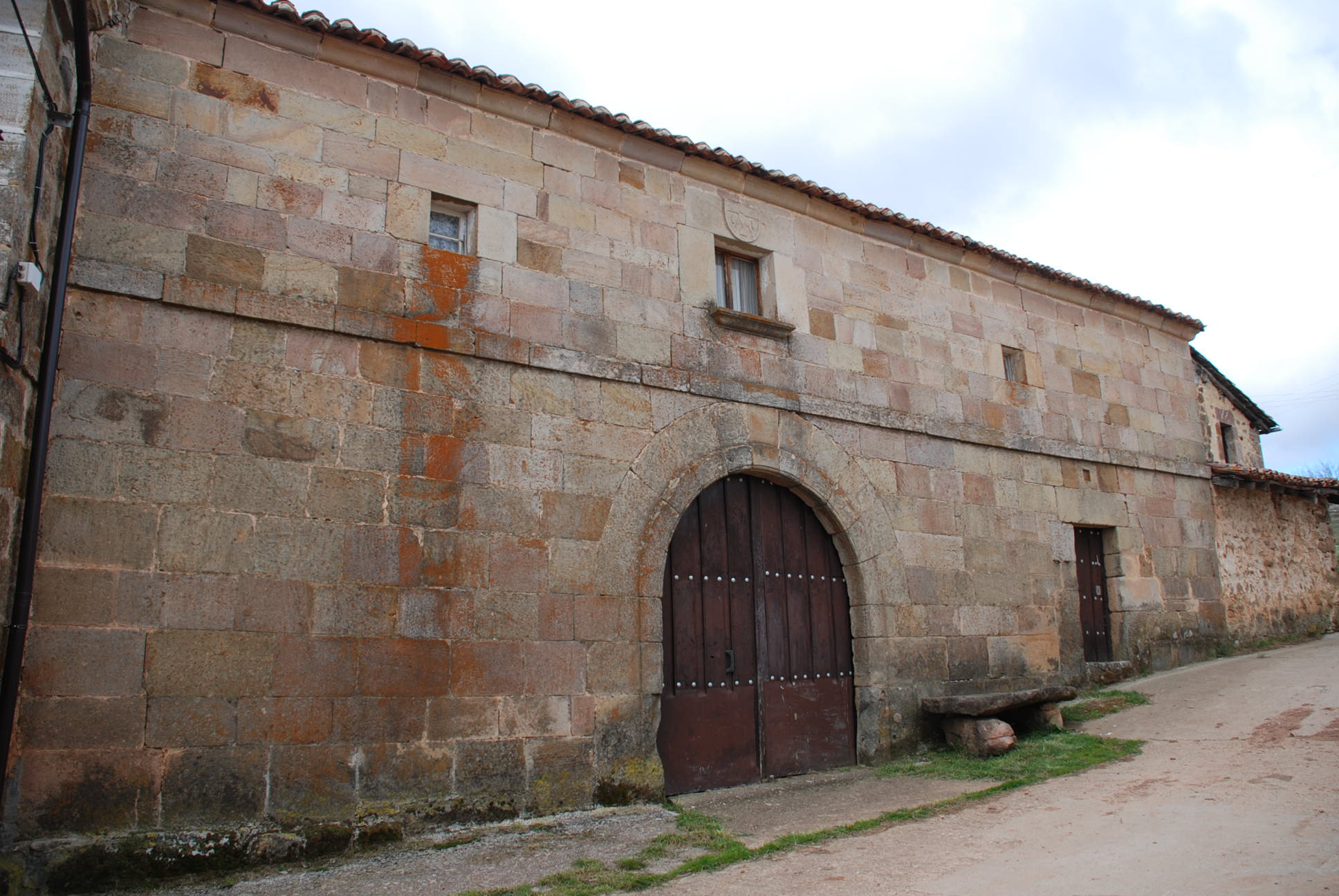
Casona en Renedo de Zalima.

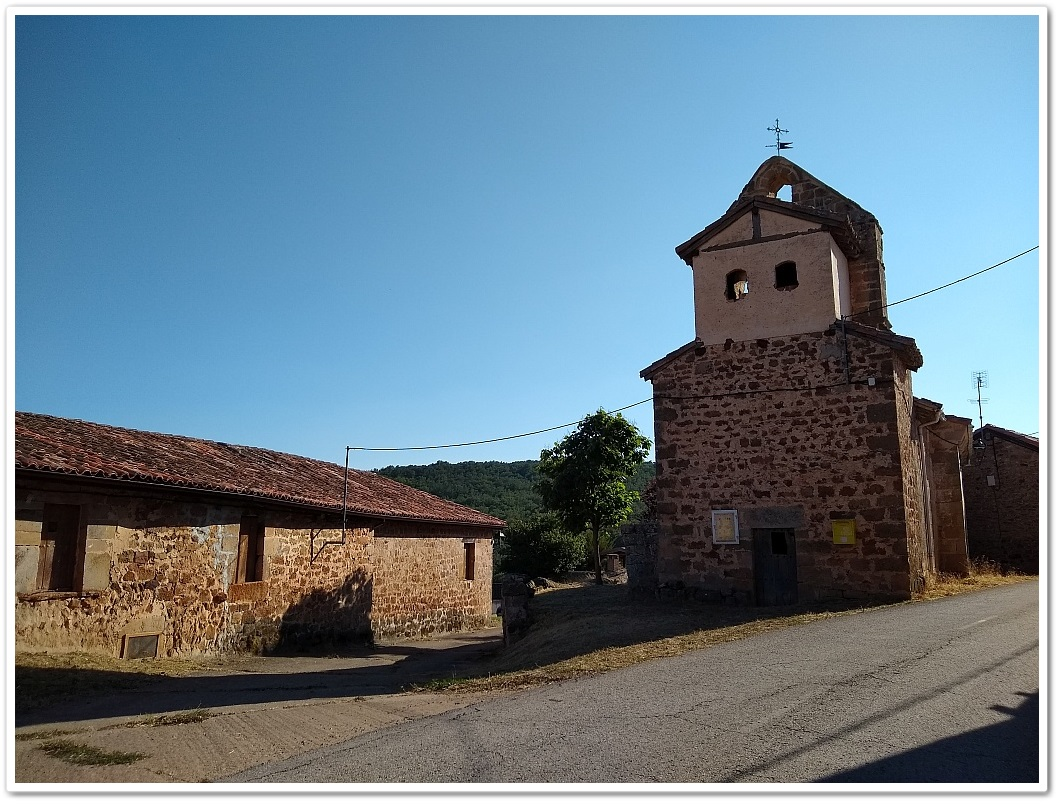
Iglesia de San Román

Renedo de Zalima es una pedanía del municipio de Salinas de Pisuerga en la comarca de la Montaña de la Provincia de Palencia, comunidad autónoma de Castilla y León, España.

## Demografía
Evolución de la población en el siglo XXI
| Gráfica de evolución demográfica de Renedo de Zalima entre 2000 y 2020 |
|                                                                        |
| Población de derecho (2000-2020) según el padrón municipal del INE     |

## Historia
A la caída del Antiguo Régimen la localidad se constituye en municipio constitucional que en el censo de 1842 contaba con 4 hogares y 21 vecinos, para posteriormente integrarse en Salinas de Pisuerga .